# Cimetière militaire britannique d'Auchonvillers
Le cimetière militaire britannique d'Auchonvillers' (Auchonvillers Military Cemetery) est un cimetière militaire de la Première Guerre mondiale, situé sur le territoire de la commune d'Auchonvillers, dans le département de la Somme, au nord-est d'Amiens.

## Localisation
Ce cimetière est situé à l'intérieur du village, au sud-ouest, sur la D 73. On y accède en empruntant une cour de ferme sur une cinquantaine de mètres.

## Histoire

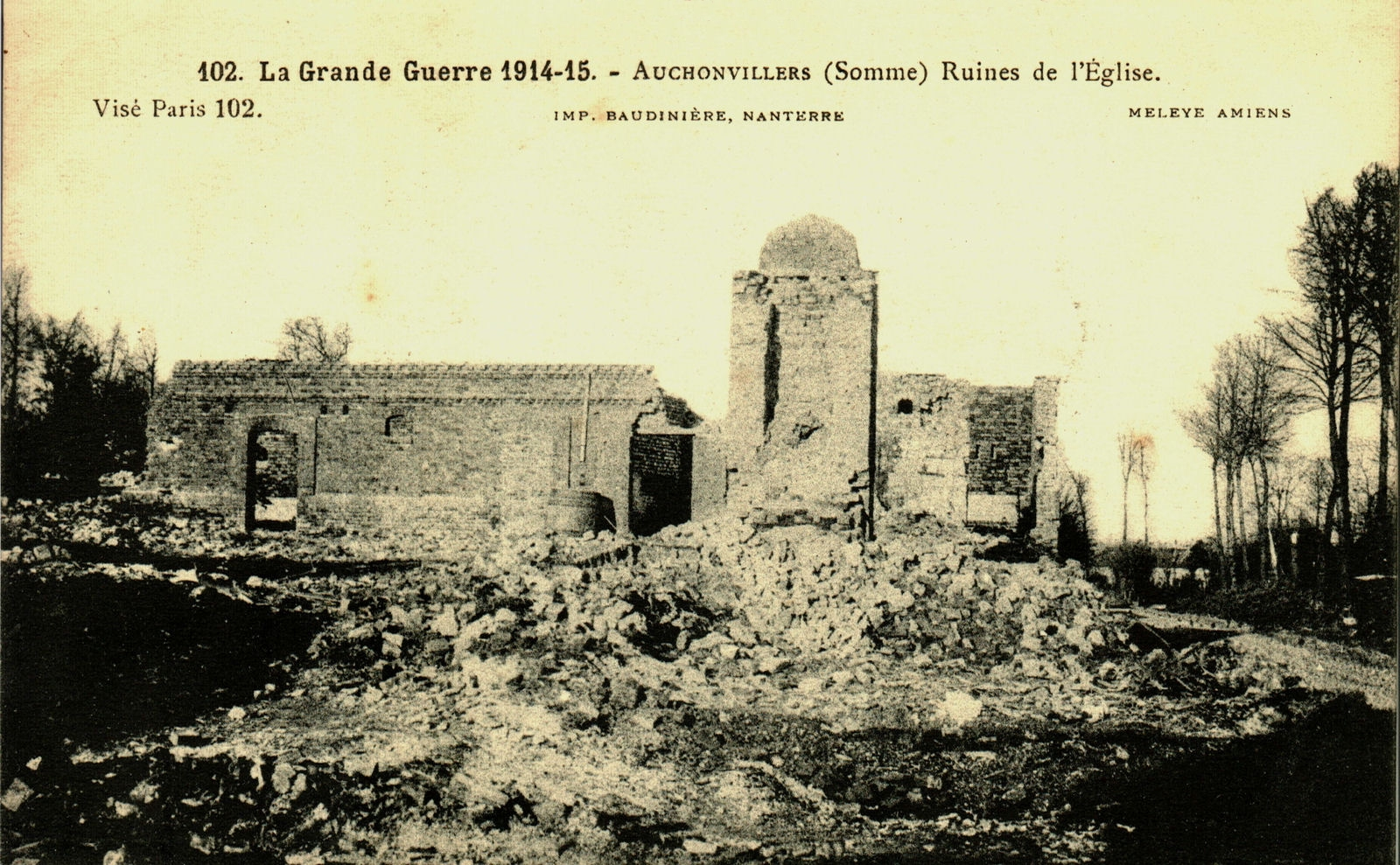
Située à une centaine de mètres du cimetière pendant la guerre, l'église d'Auchonvillers a été détruite par les bombardements.

Du début de la guerre à l'été 1915, cette partie du front est tenue par les troupes françaises, qui commencent le cimetière militaire en juin 1915. Il continue d'être utilisé par les ambulances de campagne et les unités combattantes du Commonwealth, mais les inhumations ont pratiquement cessé avec le retrait allemand en février 1917 sur la ligne Hindenburg. Après l'armistice, d'autres tombes ont été amenées de cimetières provisoires des environs. Les tombes françaises ayant été déplacées vers d'autres lieux de sépulture.

Le cimetière comporte maintenant 528 sépultures du Commonwealth de la Première Guerre mondiale, les tombes françaises ayant été déplacées vers d'autres lieux de sépulture.

## Caractéristiques
Le cimetière a un plan pentagonal irrégulier. Il est clos par une haie d'arbustes et comporte à son entrée une rotonde de buis.

Le cimetière a été conçu par Sir Reginald Blomfield.

## Galerie

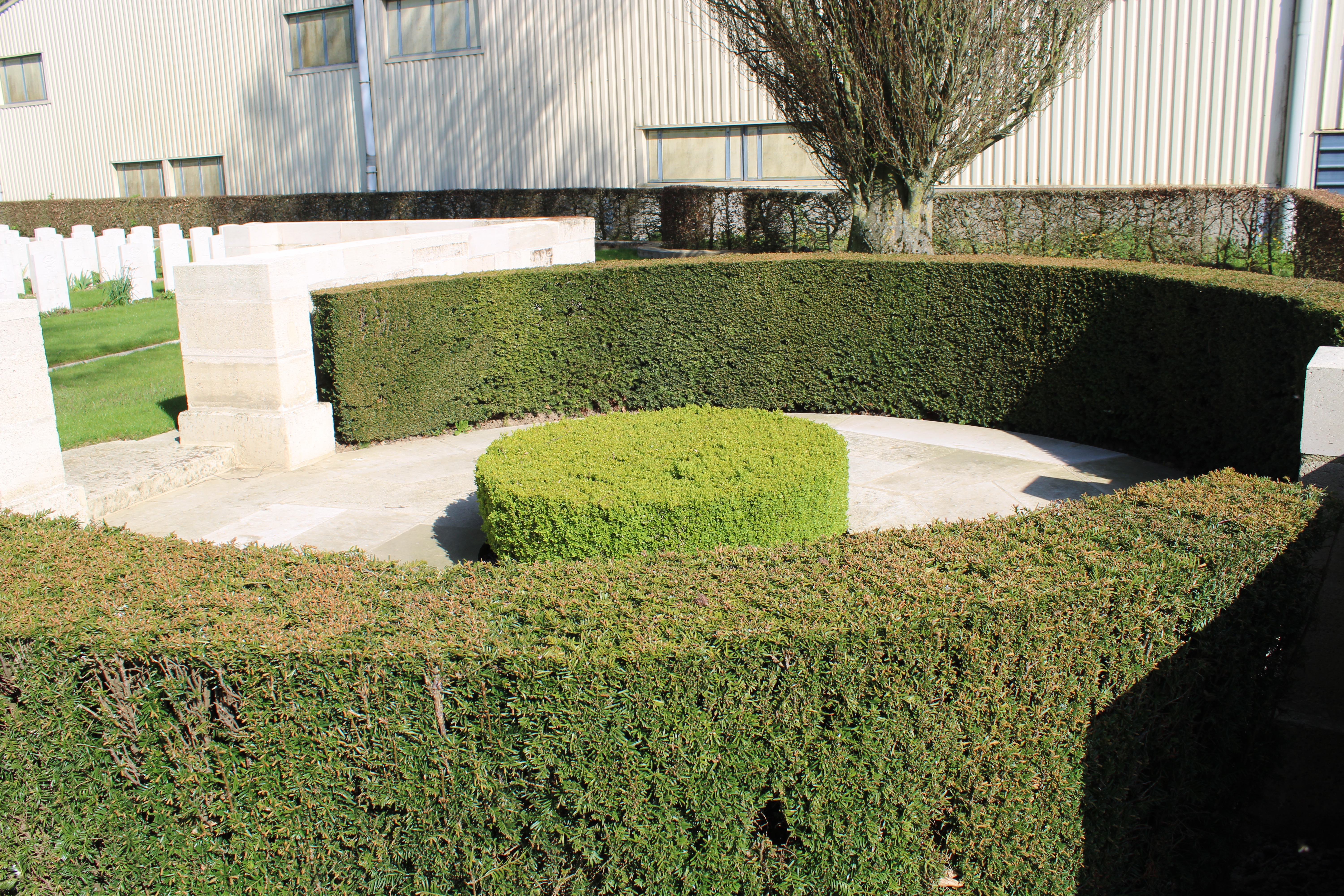
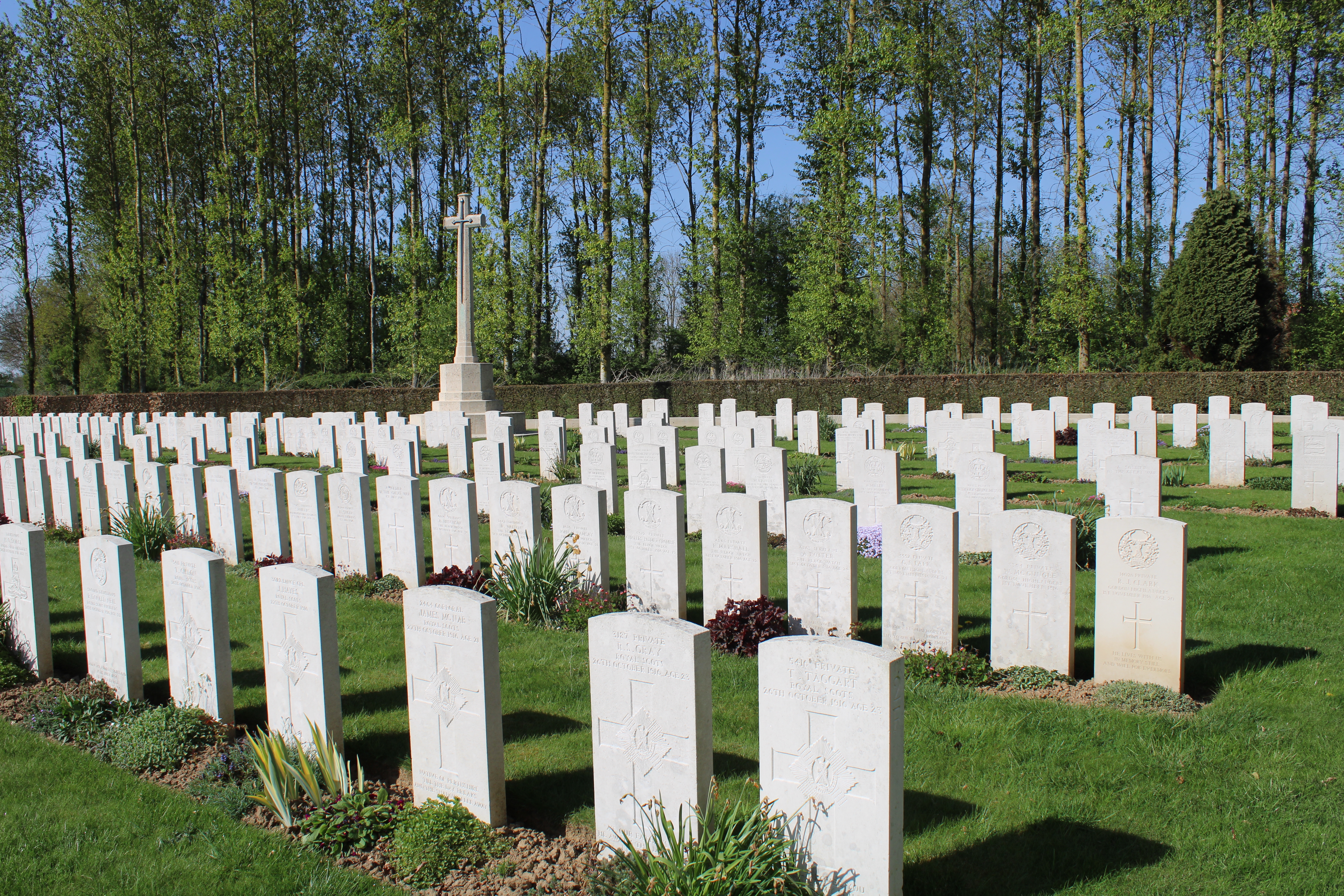
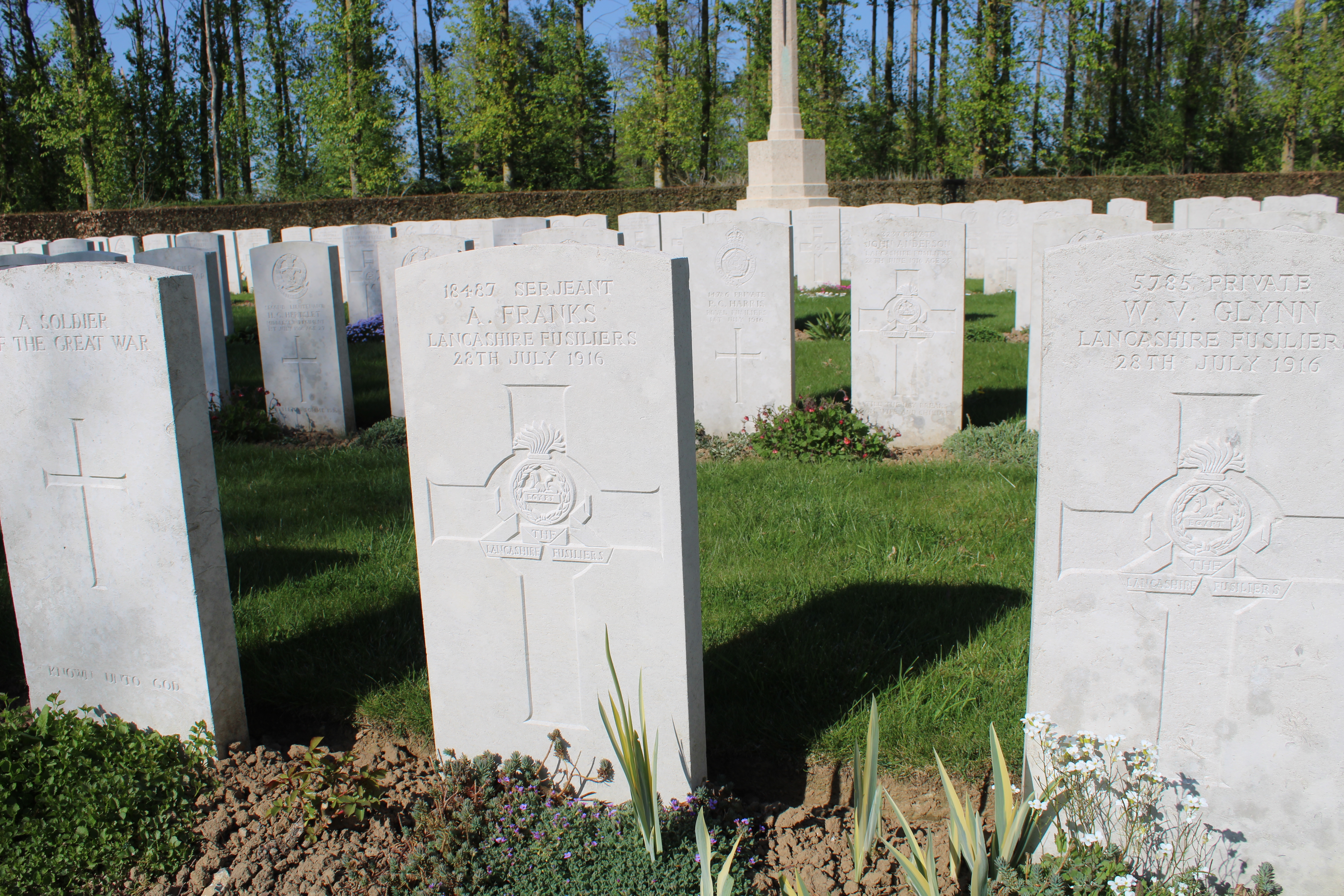
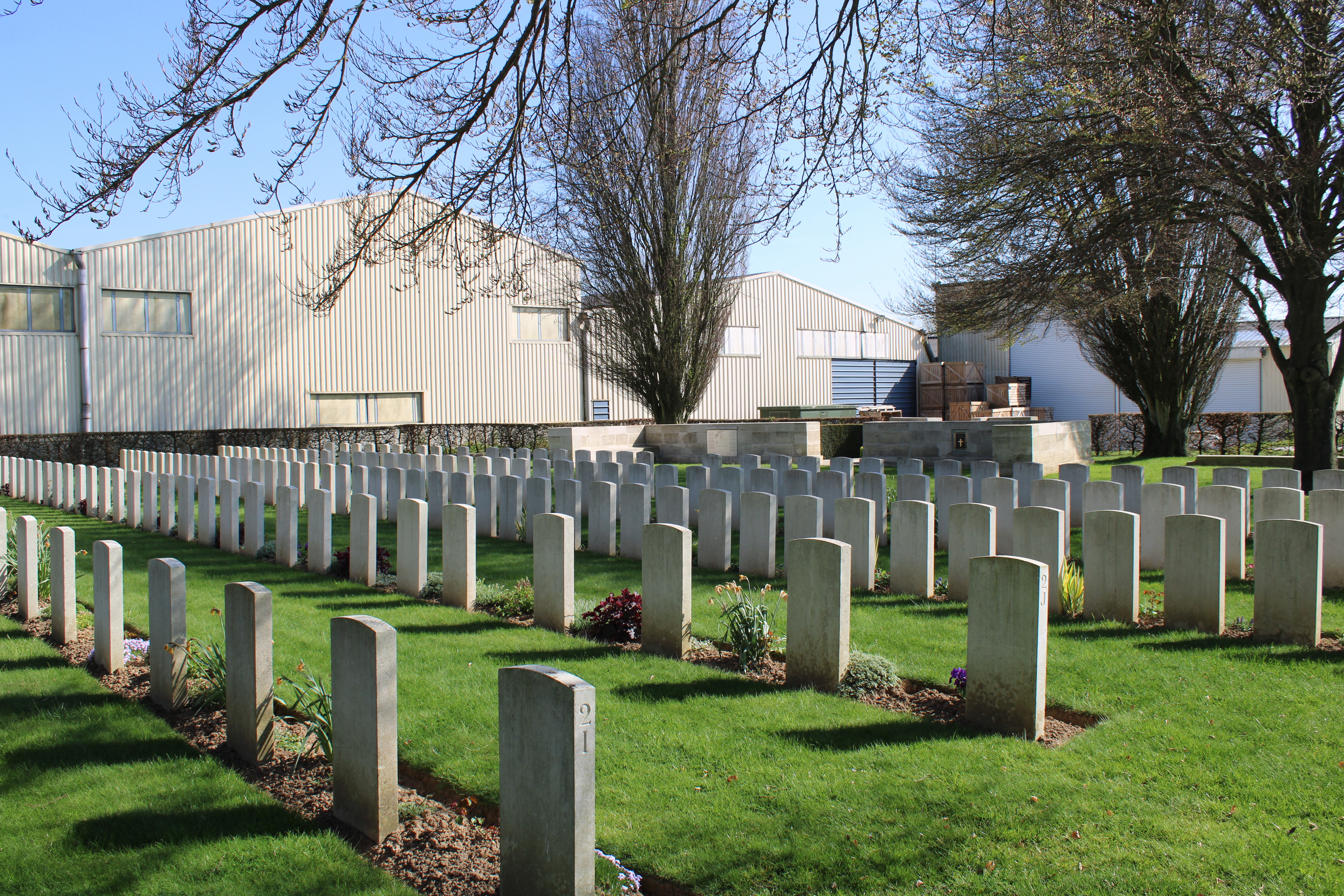
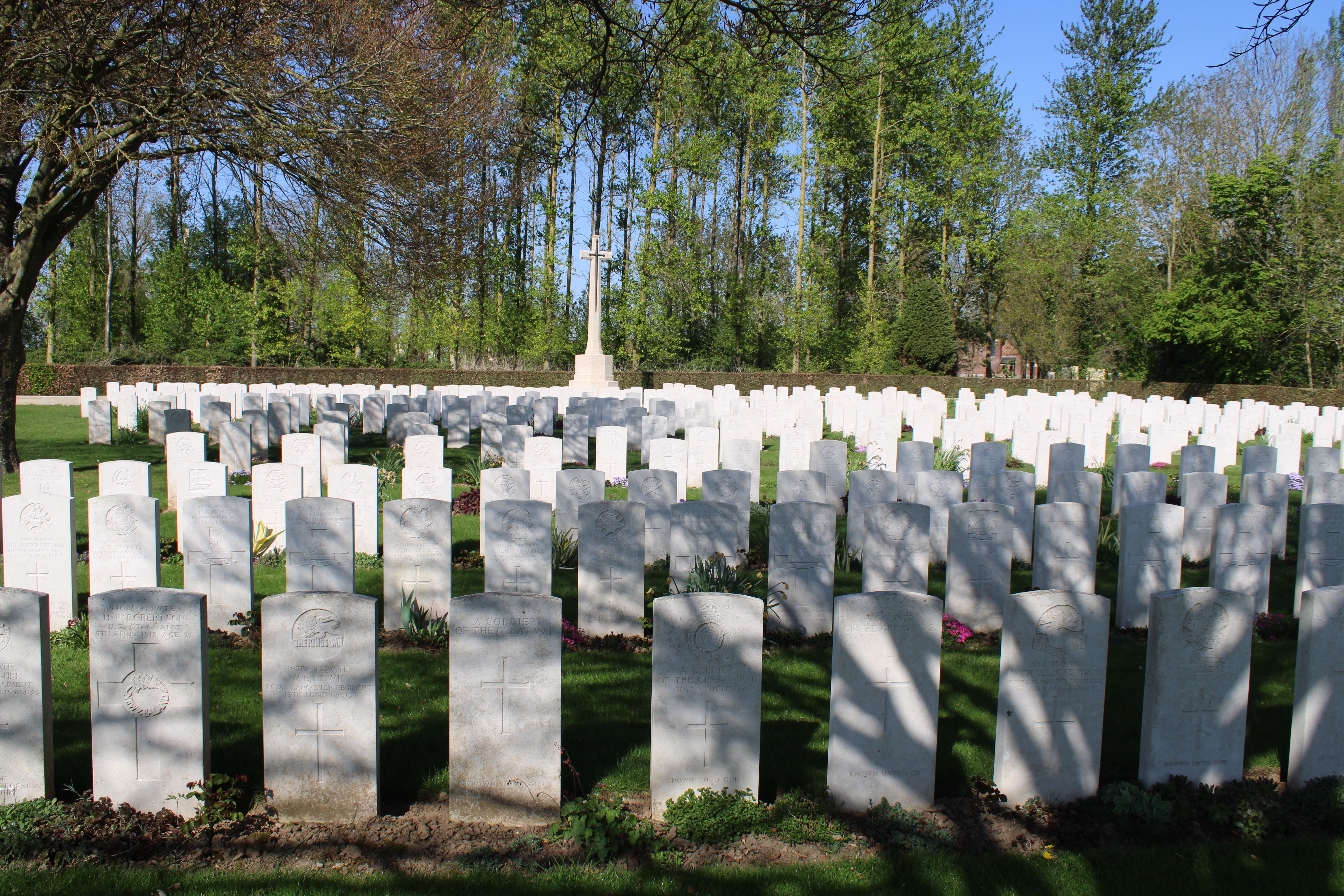
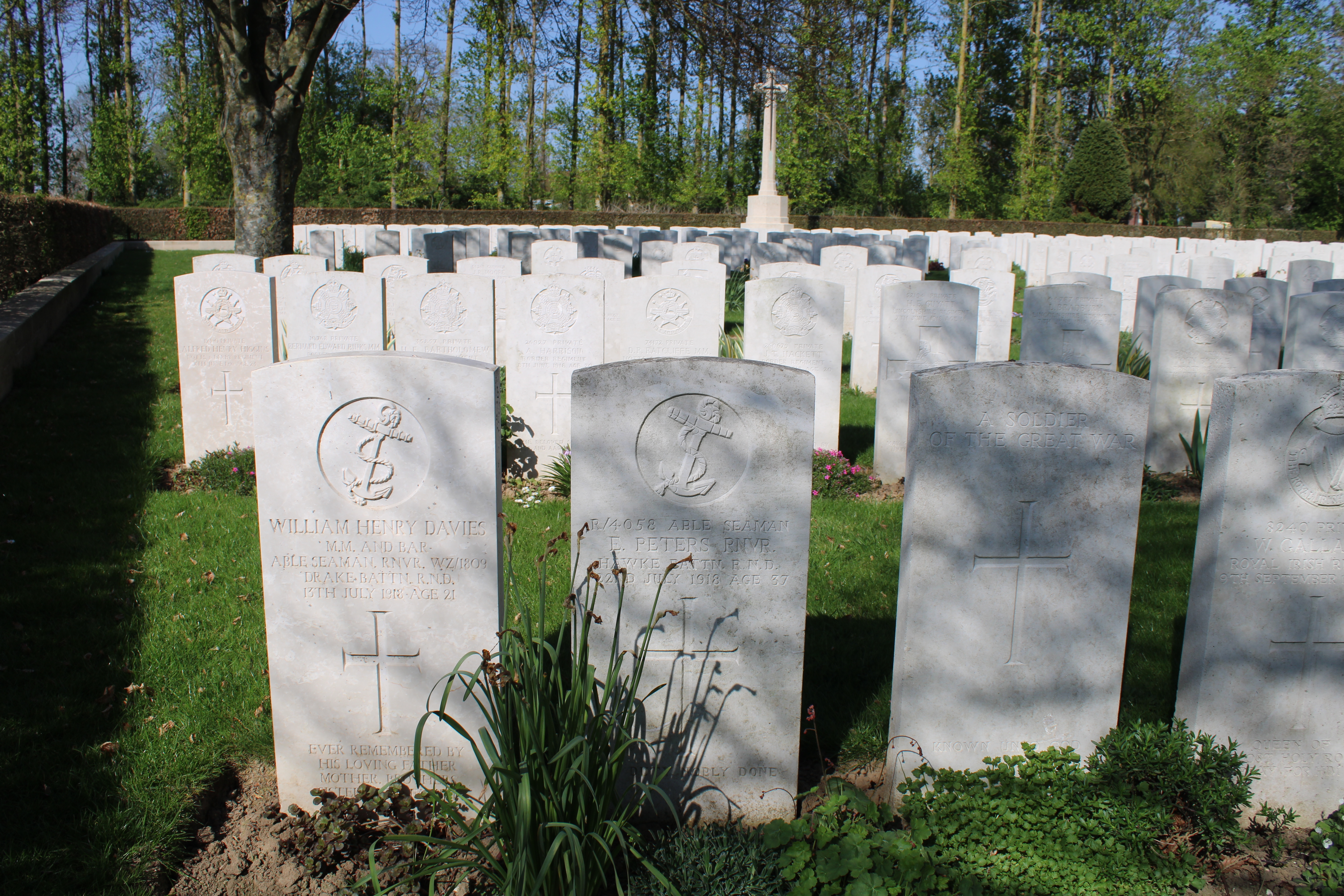

## Sépultures
| Pays             | Sépultures |
| ---------------- | ---------- |
| Royaume-Uni      | 496        |
| Canada           | 8          |
| Nouvelle-Zélande | 24         |
| Total            | 528        |